# أندرسون دوسن
أندرسون دوسن (بالإنجليزية: Anderson Dawson)‏ هو صحفي ونقابي وسياسي أسترالي، ولد في 16 يوليو 1863 في أستراليا، وتوفي في 20 يوليو 1910 ببريزبان في أستراليا. حزبياً، نشط في حزب العمال الأسترالي.

## مناصب
- انتخب Leader of the Opposition (Queensland) [الإنجليزية]‏.
- انتخب عضو مجلس الشيوخ الأسترالي [الإنجليزية]‏ عن دائرة كوينزلاند (30 مارس 1901 – 31 ديسمبر 1906).
- انتخب عضو المجلس التشريعي ولاية كوينزلاند عن دائرة Electoral district of Charters Towers [الإنجليزية]‏ (13 مايو 1893 – 11 يونيو 1901).
- انتخب Premier of Queensland [الإنجليزية]‏ (1 ديسمبر 1899 – 7 ديسمبر 1899).